# Combinatorisch circuit
Een combinatorisch circuit is een elektronisch circuit waarvan de staat van de uitgang alleen afhangt van de huidige staat van de ingangen. Een circuit waarvan de uitgang afhangt van de ingang en ook van een vorige toestand is een volgordeschakeling of sequentiële schakeling.
Voorbeelden van combinatorische schakelingen zijn: Logische schakelingen met logische poorten, codeomvormers, multiplexers, demultiplexers, encoders, decoders, comparatoren, rekenschakelingen zoals een half adder of full adder & een Arithmetic Logic Unit (ALU), een deel van een CPU dat wiskundige berekeningen uitvoert.